# Parunovac
Parunovac (cyr. Паруновац) – wieś w Serbii, w okręgu rasińskim, w mieście Kruševac. W 2011 roku liczyła 2026 mieszkańców.